# Erythranthe brachystylis
Erythranthe brachystylis är en gyckelblomsväxtart som först beskrevs av Edwin, och fick sitt nu gällande namn av Guy L. Nesom. Erythranthe brachystylis ingår i släktet Erythranthe och familjen gyckelblomsväxter. Inga underarter finns listade i Catalogue of Life.